# Giovanni Battista Piatti
Giovanni Battista Piatti (Milano, 10 febbraio 1813 – Milano, 4 settembre 1867) è stato un ingegnere italiano.

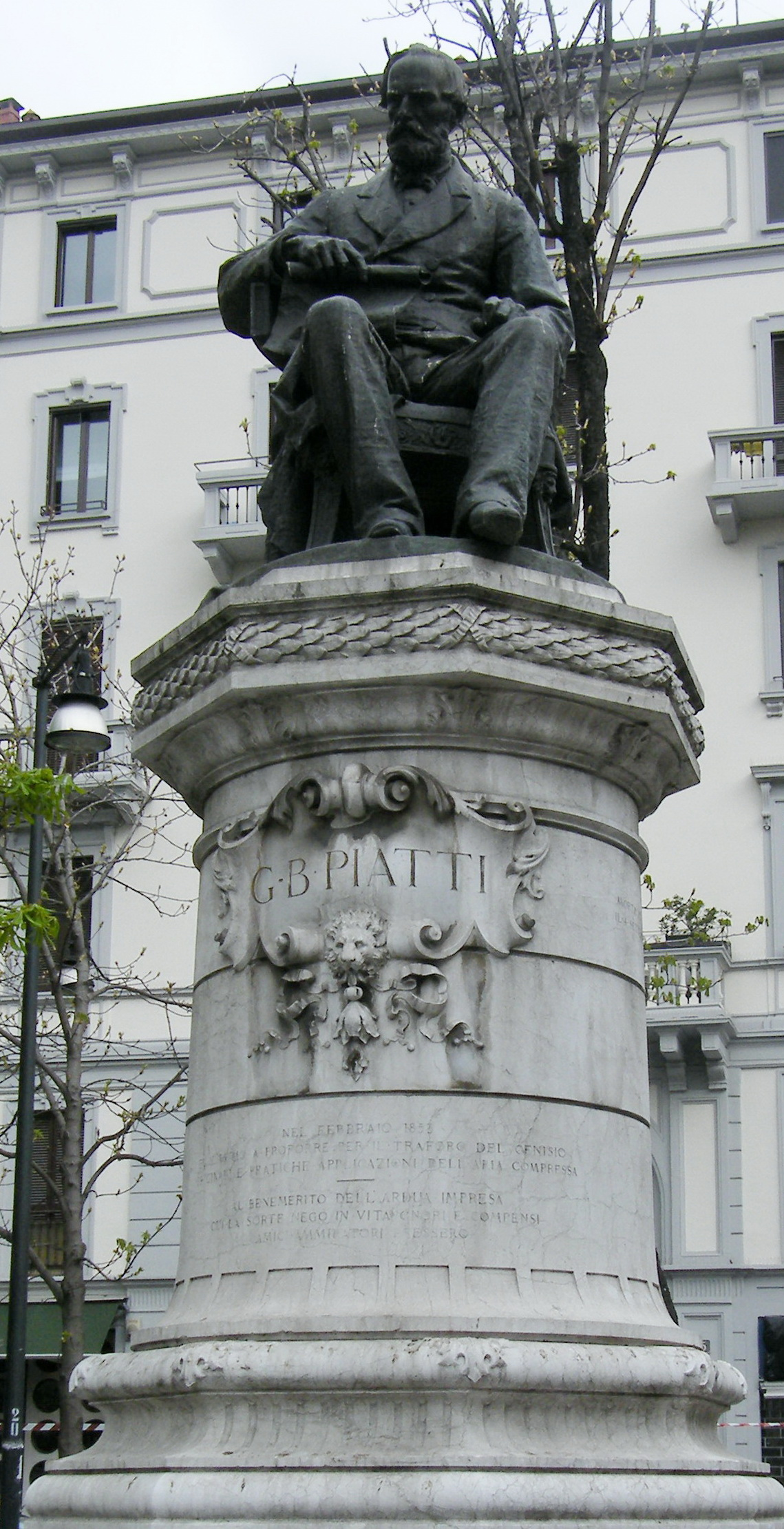
Monumento a Giovanni Battista Piatti in Largo La Foppa a Milano, opera dello scultore Salvatore Pisani (1859-1920)

Ingegnere milanese, fu inventore delle perforatrici ad aria compressa (precorritrici del martello pneumatico) le quali, con lievi modifiche, si adoperarono nel Traforo ferroviario del Frejus. Il 12 febbraio 1853 concepì come affrontare l'opera di scavo, basandosi sull'applicazione dell'aria compressa, e pubblicò: Proposta per la strada ferrata tra Susa e Modane di un nuovo sistema di propulsione ad aria compressa da motori idraulici (sistema esperimentato in Inghilterra) e abbozzo di progetto pel traforamento delle Alpi.
Fu disconosciuto in vita, dato che l'invenzione fu brevettata da Germain Sommeiller, ma la sua opera fu rivendicata, adoperandovisi specialmente l'architetto Luca Beltrami e grazie agli ammiratori che costruirono un monumento a lui dedicato a Milano, in Largo La Foppa, ricordando che: «nel febbraio 1853 fu il primo a proporre per il traforo del Moncenisio originali e pratiche applicazioni dell'aria compressa rendendosi benemerito dell'ardua impresa».